# ハーブの一覧
ハーブの一覧（ハーブのいちらん）ではハーブ名を挙げる。別称があれば記事名の後に添え、括弧内に原語表記などを、その後に学名（斜体）を示す。
なお、香辛料#代表的な香辛料も参照のこと。

## 食用ハーブ

### アオイ科
- ウスベニタチアオイ、マーシュマロー　 Althaea officinalis
- ローゼル、ハイビスカス　 Hibiscus sabdariffa

### アブラナ科
- クレソン　 Nasturtium officinale
- ルッコラ　Eruca vesicaria
- ニンニクガラシ（英語版） Alliaria petiolata ガーリックマスタード。-  紀元前4千年頃のヨーロッパの土器から発見され、料理などに利用されていたと考えられる[1]。1860年代に北米で料理用ハーブとして導入されたが外来種（英語版）となっている。

### キク科
- アーティチョーク （Artichoke、Globe artichoke） Cynara scolymus
- キンセンカ　（金盞花）カレンデュラ、ポットマリーゴールド　Calendula officinalis
- タラゴン （tarragon） Artemisia dracunculus
- チコリ（ chicory） Cichorium intybus
- ステビア Stevia rebaudiana
- セイヨウタンポポ、ダンデライオン （西洋たんぽぽ、dandelion） Taraxacum officinale

### シソ科

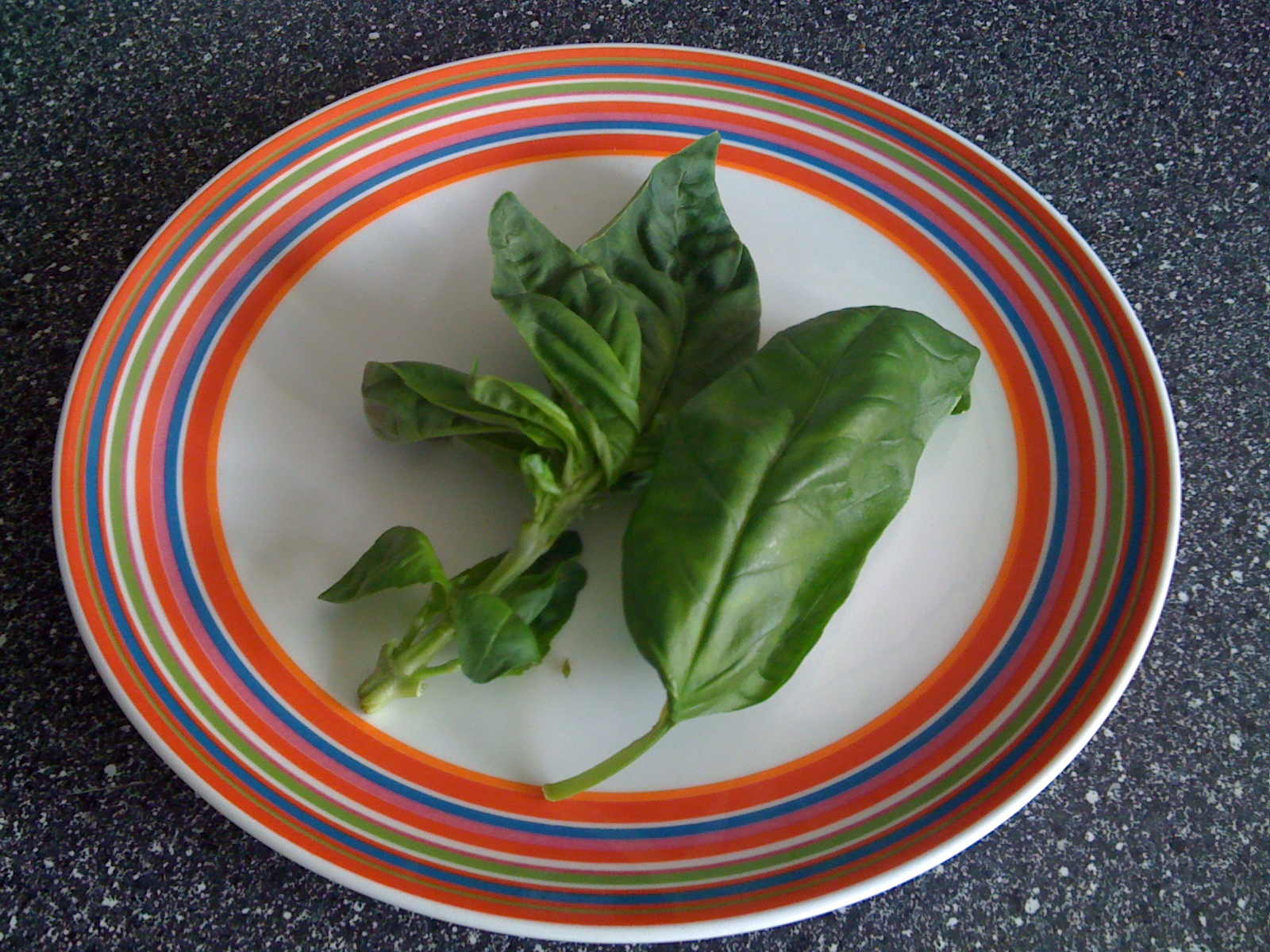
バジル

- エゴマ （荏胡麻） Perilla frutescens var. frutescens
- オレガノ （oregano） Origanum vulgare, O. heracleoticum, 他
- シソ （しそ、紫蘇） Perilla frutescens var. acuta
- セイボリー、セイバリー、サボリー （savory） Satureja hortensis, S. montana
- セージ （sage） Salviofficinalis
- タイム （thyme） Thymus vulgaris
- バジル（basil） Ocimum basilicum
- ヒソップ （hyssop） Hyssopus officinalis
- マジョラム （marjoram） Origanum majorana
- ミント （mint） Mentha spp.
- レモンバーム （lemon balm） Melissa officinalis
- ローズマリー （rosemary） Rosmarinus officinalis

### セリ科

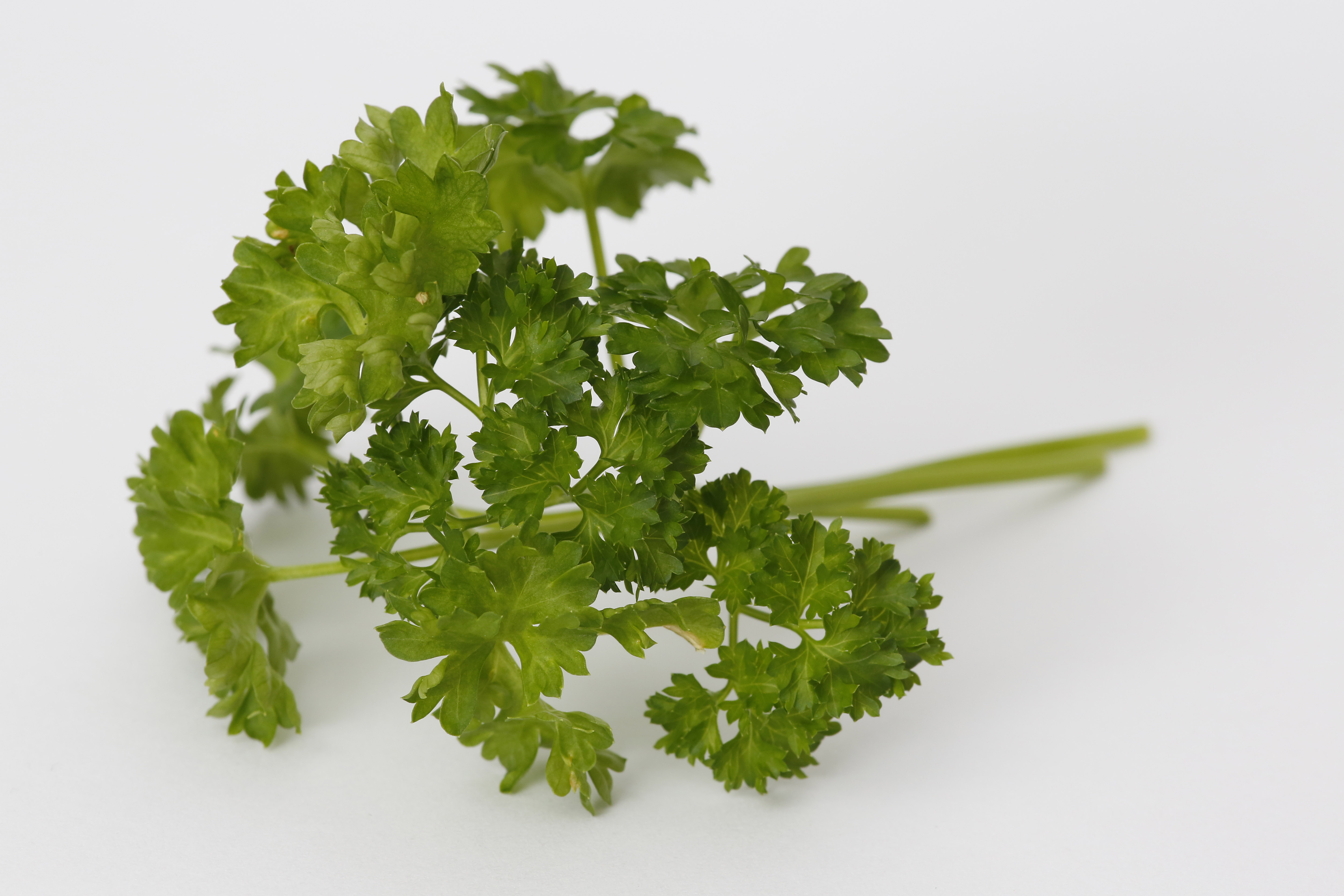
パセリ

- アニス （anise hyssop） Agastache foeniculum
- アンゼリカ （angelica） Angelica officinalis
- イタリアンパセリ Petroselinum neapolitanum
- イノンド、ディル（dill） Anethum graveolens
- キャラウェイ、ヒメウイキョウ （Caraway; 姫茴香） Carum carvi
- クミン（cumin） Cuminum cyminum
- コリアンダー、香菜、パクチー、シラントロ、コエンドロ（英語: coriander; 中国語: 香菜（xiāngcài）; タイ語: ผักชี; スペイン語: cilantro） Coriandrum sativum
- セリ （せり、芹） Oenanthe javanica
- チャービル （chervil） Anthriscus cerefolium
- パセリ （parsley） Petroselinum crispum
- フェンネル、ウイキョウ （fennel; 茴香） Foeniculum vulgare
- ミツバ （みつば、三つ葉） Cryptotaenia japonica
- ロベッジ、ラビジ（lovage） Levisticum officinale

### タデ科
- ギシギシ、セイバ Rumex japonicus
- ソレル（sorrel） Rumex acetosa
- ルバーブ R.rhabarbarum

### ネギ科
- チャイブ （chives） Allium schoenoprasum
- ニラ （にら、韮） Allium tuberosum

### バラ科
- オランダワレモコウ、サラダバーネット S. minor Scop.
- サンザシ （さんざし、山楂子） Crataegus spp.

### フトモモ科
- オールスパイス （allspice） Pimenta dioica
- レモンマートル （lemon myrtle） Backhousia citriodora

### ミカン科
- オオバゲッキツ、カレーリーフ（curry leaf） Murraya koenigii
- サンショウ（山椒） Zanthoxylum piperitum

### その他
- キンレンカ、ナスタチウム （nasturtium） Tropaeolum majus
- ゲッケイジュ、ベイリーフ、ローレル、ローリエ（月桂樹; 英語: bay leaf; フランス語: laurier） Laurus nobilis
- ケッパー （caper） Capparis spinosa
- スペインカンゾウ 、リコリス（liquorice, licorice） Glycyrrhiza glabra L.
- セイヨウイラクサ、ネトル
- ホップ Humulus lupulus
- ルイボス Aspalathus linearis
- ルリジサ、ボリジ （borage） Borago officinalis — 花と種子には毒性なし
- レモングラス （lemon grass） Cymbopogon citratus, C. flexuosus, 他
- レモンバーベナ （lemon verbena） Lippia citriodora

## 薬用・香用のハーブ

### キク科
- カモミール、カミツレ （german chamomile） Matricaria recutita （Chamomilla recutita)
- カレープラント （ curry plant）Helichrysum italicum
- シロバナムシヨケギク、除虫菊、ピレスラム　 Tanacetum cinerariifolium
- セイヨウノコギリソウ、ヤロー （yarrow） Achillea millefolium
- セイヨウフキ、バターバー （butterbur） Petasites hybridus
- タンジー、ヨモギギク、エゾヨモギギク （tansy） Tanacetum vulgare — 毒性が強い
- ナツシロギク、フィーバーフュー （feverfew） Tanacetum parthenium （Chrysanthemum parthenium)
- ニガヨモギ、ワームウッド （wormwood） Artemisia
- ベニバナ、サフラワー　 Carthamus tinctorius
- ムラサキバレンギク、エキナセア、エキナシア （purple coneflower） Echinacea purpurea ほか同属種

### シソ科
- イヌハッカ、キャットニップ （catnip） Nepeta cataria
- クラリセージ、オニサルビア （clary sage） Salvia sclarea
- グレコマ （Glechoma）
- タイマツバナ、ベルガモットMonarda didyma
- チクマハッカ、キャットミント Nepeta mussinii
- パチョリ（patchouli, patchouly, pachouli） Pogostemon cablin
- ホアハウンド （horehound） Marrubium vulgare
- ラベンダー （lavender） Lavandula spp.
- ラムズイヤー（lamb's-ear） Stachys byzantina

### ムラサキ科
- コンフリー (Comfrey) Symphytum officinale
- ヘリオトロープ (Heliotrope) H. arborescens

### その他
- アシュワガンダ Withania somnifera spp.
- インドセンダン、ニーム Azadirachta indica
- ゲットウ （月桃） Alpinia zerumbet
- セイヨウカノコソウ Valeriana officinalis spp.
- セイヨウシナノキ、リンデンバウム Tilia × europaea,（ syn. T. × vulgaris = T. cordata × T. platyphyllos
- セイヨウニワトコ、エルダー Sambucus nigra
- セント・ジョーンズ・ワート、セイヨウオトギリソウ （St. John's wort） Hypericum perforatum
- ドクダミHouttuynia cordata
- トケイソウ、パッションフラワー （時計草、passion flower） Passiflora spp.
- ハマビシ （はまびし、浜菱） Tribulus terrestris
- ベチバー （Vetiver） etiveria zizanioides
- ヘンルーダ （オランダ語: wijnruit） Ruta spp.
- マツリカ（まつりか、茉莉花）、アラビアジャスミン Jasminum sambac
- レディスマントル セイヨウハゴロモグサ（Lady’s mantle）Alchemilla xanthochlora ほか同属種

## 毒草
- ジギタリス Digitalis purpurea —
- ジャーマンダー （germander） Teucrium chamaedrys
- ヒレハリソウ、コンフリー （comfrey） Symphytum officinale
- フキタンポポ、コルツフット （coltsfoot） Tussilago farfara
- ヨウシュヤマゴボウ、アメリカヤマゴボウ、ポークルート （pokeweed, pokeroot）. Phytolacca americana